# Alex Gasperoni
Alex Gasperoni (sinh ngày 30 tháng 6 năm 1984) là một cầu thủ bóng đá người San Marino hiện tại thi đấu cho S.P. Tre Penne và Đội tuyển bóng đá quốc gia San Marino.
Anh nằm trong Đội tuyển bóng đá quốc gia San Marino và ra mắt quốc tế năm 2003.
Anh là một phần trong đội hình của Tre Penne giành chiến thắng đầu tiên cho San Marino ở cấp độ câu lạc bộ quốc tế tại vòng loại thứ nhất UEFA Champions League 2013-14 khi đánh bại Shirak F.C. of Armenia 1–0.